# زمین‌لرزه آوریل ۱۹۸۵ چین
زمین‌لرزه چین  در تاریخ ۱۸ آوریل ۱۹۸۵ میلادی، برابر با ‎۲۹ فروردین ۱۳۶۴، ساعت ۵:۵۲:۵۲ به زمان یوتی‌سی در چین رخ داد. ژرفای این زلزله ۳٫۶ کیلومتر بود، و بزرگی آن ۵٫۷ در مقیاس Mw اعلام شده‌است. زمین‌لرزه به وقت محلی در روز پنج‌شنبه، ساعت ۱۳ روی داده و منطقه زمانی آن یوتی‌سی +۸ بوده‌است .
سازمان زمین‌شناسی آمریکا نیز رومرکز این زمین‌لرزه را در مختصات ۲۵°۵۵′۳۴″شمالی ۱۰۲°۵۲′۱۶″شرقی / ۲۵٫۹۲۶°شمالی ۱۰۲٫۸۷۱°شرقی و ژرفای آنرا در ۵ کیلومتر گزارش کرده‌است. بزرگی برگزیدهٔ این سازمان از میان بزرگیهای محاسبه‌شدهٔ مختلف ۵٫۸ در مقیاس Ms بوده و از دید اثر، در میان چهار دسته‌بندی «نامحسوس»، «محسوس»، «زیان‌آور» یا «با تلفات»، زلزله را «با تلفات» اعلام کرده‌است.
پروژهٔ «تنسور گشتاور مرکزوار» زاویه‌های (راستا، شیب، ریک) گسل سازندهٔ زمین‌لرزه و صفحه عمود بر آنرا (°۱۰۰، °۵۷، °۱۷۰-) یا (°۵، °۸۲، °۳۳-) و نوع گسل را «امتدادلغز» فرارسانده‌است.
شمار کشتگان زلزله حدود ۲۲ نفر بوده‌است.تعداد زخمیان ۴۲۴ نفر برآورده شده‌است.